# 纳森乌日塔
纳森乌日塔（1963年—），多称纳森，生于内蒙古自治区哲里木盟（今通辽市），蒙古族人，毕业于北京广播学院，中国中央电视台主持人，中国共产党党员（1987年入党）。
出身于文艺家庭，父亲毕业于北京电影学院，曾任内蒙古艺术档案馆馆长。母亲为内蒙古民族歌舞团成员，后从事民族歌剧表演和民族声乐实践和教研工作。因幼时体弱，祖父取名纳森乌日塔，汉语译为“长命百岁”。八岁时，纳森随父母移居呼和浩特市。1984年考入北京广播学院，当时学院的四年学制改革为两年制。两年后毕业，进入内蒙古电视台。
1991年，中国中央电视台举办第一届全国少数民族知识大奖赛，面向全国挑选四名少数民族主持人。纳森由此进入中央电视台。1994年，正式入职。2021年，以党员身份参加中央广播电视总台文艺节目中心为中国共产党成立100周年庆祝活动录制的MV《不忘初心》。

## 主持节目
- 中央电视台：
  - 早间新闻[2]
  - 新聞30分
  - 社会经纬[2]
  - 晚间新闻报道[2]
  - 午夜新闻
  - 新闻直播间
- 雕花的马鞍（个人演唱会）[5]